# Grönling
Grönlingen (Barbatula barbatula) är en taggfenig benfisk. Andra namn på den är gråmört, sandkrypare, smerler, smärling, smörling, stengrönling.. Namnet "grönling" tros vara en förvanskning av det västgermanska ordet gründling, vilket betyder 'grundlevande'.
Grönlingen förekommer i sötvatten i större delen av Europa, från Irland (där den är inplanterad) till Ryssland, utom på den Iberiska halvön och utom på Apenninska halvön. I bräckt vatten i Östersjön finner man den i Skärgårdshavet i sydvästra Finland och även söder om Edsviken i Stockholms län.[källa behövs] I Asien sträcker sig utbredningsområdet från Ryssland i väster till Kina i öster, men grönlingen förekommer inte i södra Asien eller i Japan. Den föredrar strömmande vatten i bäckar och åar med stenig botten. 
Den svenska grönlingen blir cirka 10–15 cm lång. Fiskerekordet kommer från Igelbäcken, Solna. Det exemplaret var 14,9 cm och vägde 28 g. I de nordöstra delarna av sitt utbredningsområde kan grönlingen uppnå en storlek av 21 cm och väga 200 g.
Arten har tre par skäggtöm vid munnen. Den vistas främst vid vattendragens botten och den har olika ryggradslösa djur som föda. Grönlingen är känslig för vattenföroreningar och när det saknas syre. Fiskens förekomst visar därför på bra vattenkvalitet. Honor lägger ägg.